# Roméo et Juliette, de la Haine à l’Amour
Roméo et Juliette, de la Haine à l’Amour (pol. Romeo i Julia: miłość i nienawiść) – francuski musical oparty na sztuce Williama Szekspira Romeo i Julia, ze słowami i muzyką autorstwa Gérarda Presgurvica. Musical miał premierę 19 stycznia 2001 w Paryżu. Reżyseria i choreografia należały do Redha, kostiumy są autorstwa Dominique’a Borga, a dekoracje  Petriki Ionesco. Producentami są Gérard Louvin, GLEM i Universal Music.
Musical wystawiany był w Kanadzie, Antwerpii, Londynie, Amsterdamie, Budapeszcie, Szegedzie, Moskwie, Wiedniu, Seulu, Pusan, Tajpej i Monterrey. Przetłumaczony zaś został na język niemiecki, węgierski, rosyjski, hiszpański, angielski i flamandzki.

## Fabuła
Różnice pomiędzy musicalem i utworem Szekspira to m.in. to, że każdy bohater wie o „tajemnym” ślubie zakochanych. Śmierć Romea i Julii też wygląda inaczej w zależności od produkcji. Pan Montague pojawia się tylko w wersji brytyjskiej, a ponadto zostaje wprowadzonych kilka nowych postaci, takich jak Śmierć (tylko wersje francuska, belgijska, holenderska i moskiewska) i Poeta (tylko wersja francuska) dla uwypuklenia dramatyzmu. Pani Capulet odgrywa większą rolę. Rola Tybalta zostaje nieco zmieniona z czysto czarnego charakteru na postać bardziej żałosną, co jest spowodowane jego mrocznym dzieciństwem i nieodwzajemnionym uczuciem do Julii.

## Streszczenie

### Akt 1
Wieloletnia waśń pomiędzy dwoma zacnymi rodami z Werony, Montague i Capulet, objawia się w częstych bójkach ulicznych. Rozzłoszczony Książę Werony ogłasza, pod groźbą kary śmierci, absolutny zakaz jakichkolwiek walk w mieście (Vérone). Podczas gdy Pani Capulet i Pani Montague potępiają spór pomiędzy dwoma klanami (La haine), Romeo (jedyny spadkobierca Montague) i Julia (córka Capuletów) poszukują bezskutecznie miłości (Un jour).
Na urządzanym przez Capuletich balu Julia ma okazję spotkać hrabiego Parysa, który poprosił Pana Capulet o rękę córki (La demande en mariage, Tu dois te marier). W tym czasie Romeo i jego przyjaciele, Benvolio i Mercutio, włóczą się po ulicach Werony (Les rois du monde, La folie). Romeo wyznaje, że boi się, ale nie wie dokładnie, czego (J'ai peur). W nadziei odwrócenia jego uwagi od ponurych myśli, Benvolio i Mercutio przekonują go, żeby udali się w przebraniu na bal, który ma miejsce w domu Capuletich (Le bal). Gdy Romeo spotyka Julię, zakochuje się w niej, nie wiedząc jednak, kim ona jest (L’amour heureux). Tybalt, potajemnie zakochany w Julii, rozpoznaje Romea i powiadamia o tym rodziców dziewczyny. Romeo i Julia dowiadują się nawzajem od Niani, kim są (Le bal 2). Załamany Tybalt przyznaje, że jest synem nienawiści i pogardy (C'est pas ma faute).
Po balu Julia udaje się do swego pokoju i marzy o Romeo (Le poète), który zaleca się do niej w ogrodzie Capuletich, narażając się na niebezpieczeństwo. Zakochani wyznają sobie miłość i planują się pobrać w sekrecie (Le balcon). Wiedząc, że skłócone rodziny nigdy nie zgodzą się na to małżeństwo, Romeo udaje się do Ojca Laurentego i prosi go o udzielenie ślubu. Ten zgadza się w nadziei, że związek pogodzi zwaśnione rody (Par amour).
Rankiem Romeo spotyka swoich przyjaciół i mówi Niani, z której każdy robi sobie żarty (Les beaux, les laids), że Ojciec Laurenty udzieli mu i Julii ślubu następnego popołudnia. Niania, która kocha Julię jak własną córkę, oznajmia jej dobre wieści (Et voilà qu'elle aime). Romeo i Julia biorą ślub (Aimer).

### Akt 2
Następnego dnia Benvolio i Mercutio spotykają Romea, którego oskarżają o zdradę (On dit dans la rue). Na ulicach Werony Tybalt szuka Romea (C'est le jour) i gdy się spotykają, wyzywa go na pojedynek, którego Romeo nie podejmuje (Le duel). Mercutio podejmuje wyzwanie, w którym zostaje śmiertelnie zraniony. Wiedziony poczuciem winy, chęcią zemsty i młodzieńczą porywczością, Romeo zabija Tybalta (Mort de Mercutio). Dwa rody, pogrążone w żałobie, proszą Księcia o pomszczenie zbrodni (La vengeance). Romeo zostaje wygnany z Werony, a Książę rozmyśla nad władzą (Le pouvoir). W sypialni Niania przekazuje Julii złe wieści. Dziewczyna jest rozdarta pomiędzy miłością do kuzyna a miłością do męża. Romeo udaje się do Ojca Laurentego. Sądzi, że wygnanie jest gorsze od śmierci (Duo du désespoir). 
Romeo i Julia spędzają razem noc poślubną, a następnie Romeo ucieka do Mantui (Le chant de l'alouette). Krótko po tym Julia zostaje poinformowana przez rodziców o tym, że ma poślubić Parysa. Odmawia, a jej rodzice grożą, że się jej wyrzekną (Demain). Smutny Pan Capulet śpiewa o miłości, jaką darzy córkę (Avoir une fille). W swoim pokoju Julia zastanawia się, dlaczego ma się poddać woli rodziców (Pourquoi). W Mantui Romeo rozmyśla o Julii. Zdesperowany zwraca się do ojca Laurentego, który ma zaskakujący plan i twierdzi, że przyniesie on w końcu szczęśliwe zakończenie zarówno dla zakochanych, jak i ich rodzin (Sans elle). 
Julia bierze udział w przygotowaniach do ślubu, ale w nocy przed ceremonią zażywa eliksir przygotowany przez Ojca Laurentego, dzięki któremu będzie sprawiać wrażenie martwej (Le poison). Julia zostaje złożona w rodzinnym grobowcu i ma się obudzić przy czekającym na nią Romeo. Wiadomość od Ojca Laurentego do Romea, mówiąca o planie duchownego, nie trafia jednak do adresata, a Romeo dowiaduje się od Benvolio o śmierci Julii (Comment lui dire). 
Rozżalony udaje się do grobowca Capuletich, gdzie znajduje ukochaną. Myśląc, że ona nie żyje, zażywa truciznę, by umrzeć tak, jak ona (Mort de Roméo). Wkrótce Julia budzi się i znajduje swego męża martwego, po czym przebija się sztyletem Romea (La mort de Juliette). Ojciec Laurenty wchodzi do grobowca i znajduje nieżywych zakochanych. Skarży się Bogu (J'sais plus). Po tych wydarzeniach dwa zwaśnione rody postanawiają żyć w zgodzie (Coupables).

## Lista piosenek
| \| Akt 1 \| Akt 2 \| \| ---------------------------------- \| ------------------------------------- \| \| Ouverture (GP) \| „On dit dans la rue” (R, M & B) \| \| „Vérone” (PV) \| „C'est le jour” (T) \| \| „La Haine” (LC & LM) \| „Le Duel” (M, T, & R) \| \| „Un Jour” (R & J) \| „Mort de Mercutio” (M & R) \| \| „La Demande en mariage” (P & CC) \| „La Vengeance” (CC, LM, PV & R) \| \| „Tu dois te marier” (LC & LN) \| „Le Pouvoir” (PV) \| \| „Les Rois du monde” (R, B & M) \| „Duo du désespoir” (LN & FL) \| \| „La Folie” (M, R & B) \| „Le Chant de l'alouette” (R & J) \| \| „J'ai peur” (R) \| „Demain” (CC, LC, J & LN) \| \| „Le Bal” (instrumental) \| „Avoir une fille” (CC) \| \| „l’Amour heureux” (R & J) \| „Pourquoi” (J) \| \| „Le Bal 2” (instrumental) \| „Sans Elle” (R & J) \| \| „C'est pas ma faute” (T) \| „Le Poison” (J) \| \| „Le Poète” (LP & J) \| „Comment lui dire” (B) \| \| „Le Balcon” (R & J) \| „Mort de Roméo” (R) \| \| „Par amour” (FL, R & J) \| „La Mort de Juliette” (J) \| \| „Les Beaux, les Laids” (LN, B & M) \| „J'sais plus” (FL) \| \| „Et voilà qu'elle aime” (LN) \| „Coupables” (final) (LC, LM, LN & LT) \| \| „Aimer” (R & J) \| \| | Oznaczenia postaci: R : Romeo J : Julia B : Benvolio M : Mercutio T : Tybalt LM : Pani Montague LC : Pani Capulet CC : Hrabia Capulet LN : Niania PV : Książę Werony FL : Ojciec Laurenty LP : Poeta P : Parys LaM : Śmierć GP : Gérard Presgurvic LT : Trupa |
| Akt 1 | Akt 2 |
| Ouverture (GP) | „On dit dans la rue” (R, M & B) |
| „Vérone” (PV) | „C'est le jour” (T) |
| „La Haine” (LC & LM) | „Le Duel” (M, T, & R) |
| „Un Jour” (R & J) | „Mort de Mercutio” (M & R) |
| „La Demande en mariage” (P & CC) | „La Vengeance” (CC, LM, PV & R) |
| „Tu dois te marier” (LC & LN) | „Le Pouvoir” (PV) |
| „Les Rois du monde” (R, B & M) | „Duo du désespoir” (LN & FL) |
| „La Folie” (M, R & B) | „Le Chant de l'alouette” (R & J) |
| „J'ai peur” (R) | „Demain” (CC, LC, J & LN) |
| „Le Bal” (instrumental) | „Avoir une fille” (CC) |
| „l’Amour heureux” (R & J) | „Pourquoi” (J) |
| „Le Bal 2” (instrumental) | „Sans Elle” (R & J) |
| „C'est pas ma faute” (T) | „Le Poison” (J) |
| „Le Poète” (LP & J) | „Comment lui dire” (B) |
| „Le Balcon” (R & J) | „Mort de Roméo” (R) |
| „Par amour” (FL, R & J) | „La Mort de Juliette” (J) |
| „Les Beaux, les Laids” (LN, B & M) | „J'sais plus” (FL) |
| „Et voilà qu'elle aime” (LN) | „Coupables” (final) (LC, LM, LN & LT) |
| „Aimer” (R & J) | |

## Aktorzy
- Juliette - Cecilia Cara
- Roméo - Damien Sargue
- Lady Capulet - Karoline Blandin
- Comte Capulet - Sebastien Chato
- Lady Montaigue - Eleonore Beaulieu
- Benvolio - Grégori Baquet
- Mercutio - Philippe D'Avilla
- Tybalt - Tom Ross
- La Nourrice (Niania) - Rejane Perry
- Paris - Essaï Altounian
- Escalus (Książę Werony) - Frederic Charter
- Frère Laurent (Ojciec Laurenty) - Jean-Claude Hadida
- Le Poète (Poeta) - Serge Le Borgne